# Ximena Aguilera
Ximena Paz Aguilera Sanhueza (Ñuñoa, 7 ottobre 1964) è una politica e medico cilena, dal 6 settembre 2022 ministra della salute nel Governo di Gabriel Boric.

## Biografia
Ximena Aguilera è nata a Ñuñoa il 7 ottobre del 1964, figlia di Pablo Aguilera, giornalista e conduttore televisivo. Ha studiato all'Università del Cile, laureandosi in chirurgia.
Tra il 1999 e il 2005 Ximena Aguilera è stata a capo prima della divisione di epidemiologia del ministero della salute del Cile e successivamente della divisione di pianificazione sanitaria dello stesso ministero fino al 2008. Tra il 2008 e il 2010, ha lavorato come consulente senior per le malattie trasmissibili presso l'Organizzazione panamericana della sanità a Washington, coordinando la risposta tecnica dell'organizzazione alla pandemia influenzale del 2009. Ha lavorato inoltre come consulente per altre organizzazioni internazionali, come l'Organizzazione mondiale della sanità, il Programma delle Nazioni Unite per lo sviluppo e la Banca Mondiale, in vari paesi dell'America Latina e in Cina.
Durante la pandemia di COVID-19 in Cile, entrò a far parte della Commissione nazionale per la risposta pandemica, a capo del suo Consiglio esterno consultivo, criticando l'ex governo di Sebastián Piñera per la mancanza di trasparenza nella trasmissione dei dati.
Il 6 settembre 2022, Ximena ha sostituito María Begoña Yarza come ministra della salute nel governo di Gabriel Boric, dopo un rimpasto a seguito del rifiuto della nuova costituzione proposta.